# 我愛阿亮阿亮愛我
《我愛阿亮阿亮愛我》是歌手卜學亮的流行音樂專輯，於2001年1月12日正式發行。
該專輯是豐華唱片為卜學亮發行的第二張專輯，依舊由黃舒駿擔任唱片製作人；但是因為所製作的音樂型態熱潮已過，而使得該專輯僅賣出一萬多張。

## 曲目
1. 寶貝不要哭
2. 只要我心裡有你
3. 背包
4. 給老婆的歌
5. 起床歌
6. 知己
7. 因為我愛你
8. I'll Be Back
9. 危險的戀人
10. Party To9T

〈只要我心裡有你〉係與訐譙龍合唱。
〈起床歌〉改編自香取慎吾單曲〈慎吾媽媽的早安搖滾〉。
〈知己〉係與黃子佼合唱。